# Dagman
Dagman es un barrio rural   del municipio filipino de cuarta categoría de Araceli perteneciente a la provincia  de Paragua en Mimaro,  Región IV-B.
En 2007 Dagman contaba con 866 residentes.

## Geografía
El municipio insular de Araceli se encuentra situado en isla de Dumarán,  ocupando la parte nordeste de la isla, separado por el canal de Dumarán de la isla de  La Paragua, considerada continental.
Linda al norte con la bahía de Bentouán;  al sur y oeste con el municipio de Dumarán; y al este con Mar de Joló frente a las islas de Dalanganem.
Este barrio  se sitúa en la costa sur, a modo de península,  en el extremo oriental del municipio, a poniente de la Población.
Su término linda al norte con los barrios de Lumacad en el interior y de Dalayauán (Dalayawon), este último en la costa norte;
al sur con la mar;
al este con las bahías de Araceli y de Cynthia
y al oeste con la bahía de Bacaran, frente al barrio de  Capanglán (Osmeña).
Pertenece a este barrio la isla de Langoy.

### Demografía
El barrio  de Dagman contababa  en mayo de 2010 con una población de 924 habitantes.

## Historia
La misión de Dumarán formaba parte de la provincia española de  Calamianes, una de las 35 del archipiélago Filipino, en la parte llamada de Visayas. Pertenecía a la audiencia territorial  y Capitanía General de Filipinas, y en lo espiritual a la diócesis de Cebú.